# Elaphoglossum heliconiifolium
Elaphoglossum heliconiifolium är en träjonväxtart som först beskrevs av Sod., och fick sitt nu gällande namn av Christ. Elaphoglossum heliconiifolium ingår i släktet Elaphoglossum och familjen Dryopteridaceae. Inga underarter finns listade.